# L'Après-midi d'un vieux faune
Pour plus de détails, voir Fiche technique et Distribution.
L'Après-midi d'un vieux faune (Faunovo velmi pozdní odpoledne) est un film tchécoslovaque réalisé par Věra Chytilová, sorti en 1983.

## Fiche technique
- Titre original : Faunovo velmi pozdní odpoledne
- Titre français : L'Après-midi d'un vieux faune
- Réalisation : Věra Chytilová
- Scénario : Věra Chytilová et Ester Krumbachová
- Pays d'origine : Tchécoslovaquie
- Format : Noir et blanc - 35 mm - Mono
- Genre : comédie
- Durée : 99 minutes
- Date de sortie : 1983

## Distribution
- Leos Sucharípa : le faune
- Libuse Pospísilová : Séfka
- Vlasta Spicnerová : Vlasta
- Jiří Hálek : Josef, l'ami du faune
- Ivan Vyskocil : Tonda, le collègue
- Frantisek Kovárík : Starik
- Alena Ambrová : Alenka
- Tereza Kucerová : Tereza
- Ivana Chýlková : Katerina
- Stanislava Coufalová : Zdenicka
- Marie Vapenikova : Petra
- Jana Spanurová : la fille sur le pont
- Ella Šárková : Anita